# Торгуны
Торгуны (бел. Таргуны) — агрогородок в Докшицком районе Витебской области Белоруссии, в Тумиловичском сельсовете. Население — 544 человека (2019).

## География
Село находится в 6 км к северо-востоку от райцентра, города Докшицы. Стоит на шоссе Р29 Докшицы — Ушачи. Ближайшая ж/д станция Порплище находится в 12 км к северо-западу (линия Полоцк — Молодечно).
К северу от села находится сеть мелиорационных канав в верховьях река Березины и торфоразработки.

## История
По данным за 1795 год, Торгуны принадлежали к поместью Докшицы Василия Мелишкевича. Уже в 1797 году Торгуны упоминаются как государственная собственность Российской империи, здесь жило 243 человека, имелся трактир. Примерно в тот же период чуть северо-восточнее Торгунов заложен фольварк Норвидполье, собственность вначале Норвида, потом Венцлововичей, которые выстроили в XIX веке усадьбу (не сохранилась). В 1884 году в Торгунах открыта церковная школа. В 1893 году в Торгунах родилась Леонилла Чернявская, писательница, переводчица, жена писателя Максима Горецкого. В 1909 году в деревне 91 двор, 464 жителя
После Советско-польской войны Торгуны оказались в составе межвоенной Польской Республики. В 1930 году в селе было 118 дворов и 586 жителей. С 1939 года — в составе БССР. Во время фашистской оккупации 9 жителей села были убиты, 18 отправлены в Германию.
В Торгунах существует небольшая деревянная православная Спасская церковь. По одним источникам она построена в 1990-е годы, по другим, основная часть церкви существовала ещё до войны, а в постсоветское время церковь только перестраивалась

## Известные личности
Витольд Орловский (1874, фольварк Норвидполье — 1966) российский и польский врач, профессор.
Сергей Корнилович (1929, д. Торгуны — 1993) — деятель белорусской эмиграции.